# Giuseppe Mercalli
Giuseppe Mercalli (né à Milan le 21 mai 1850 - mort à Naples le 20 mars 1914), sismologue et volcanologue italien. Il a publié la première carte sismique de l'Italie et introduit en 1902 l'échelle de mesure de l'intensité des séismes qui porte son nom.

## Biographie
Giuseppe Mercalli entre dans les ordres en 1872, restant abbé afin de continuer ses études de sismologie. Élève d'Antonio Stoppani, il obtient sa laurea (titre de docteur) en Sciences naturelles en 1874. Il enseigne ensuite cette matière au séminaire de Monza.
Son activité de recherche s'étend sur la période 1880-1913. Il étudie au début les dépôts glaciaires alpins en Lombardie.
Il devient enseignant d'école secondaire religieuse toujours à Monza, pour laquelle il écrit aussi des textes scolaires.
En 1885, il enseigne à Reggio de Calabre. Il devient ensuite professeur de géologie et minéralogie à l'université de Catane.
À partir de 1892, il enseigne la volcanologie et la sismologie à l'Université de Naples. En 1911, il devient directeur de l'Osservatorio Vesuviano. 
Le 20 mars 1914, il meurt dans l'incendie de sa maison, située via Sapienza à Naples. Il n'utilisait pas de sismographe pour ses travaux.

## Œuvres
Il a publié près de 115 travaux entre études, recherches et observations. Il est le premier à réaliser une carte sismique du territoire italien. Il est surtout célèbre pour l'échelle qui porte son nom, qui mesure l'intensité des séismes sur la base des effets produits. Il devint Chevalier de la Couronne d'Italie pour mérite scientifique.